# Mark 6 (核爆弾)
Mark 6はアメリカ合衆国が開発した核爆弾。ファットマン(Mark 3)系列であり、Mark 4の改良型である。1951年から1955年にかけて生産され、アメリカ空軍および海軍にて運用された。1962年には退役している。7つのサブタイプ（Mod0からMod6）があり、合計1,100発が生産された。
外形は直径61インチ、長さが128インチであり、Mark 3と形状はほぼ同じで丸みを帯びた本体に空気安定板が取り付けられている。重量はサブタイプにより異なり7,600から8,500ポンド。インプロージョン方式であり、初期型はMark 3と同じく32分割の爆縮レンズを使用していたがMark 6 mod 2からは60分割の爆縮レンズを使用している。安全装置は手動式であり、核物質の一部を手動で取り外すこと(IFI/IFE)により、臨界を防ぐようになっていた。
サブタイプにより核出力が異なり8、26、80、154、160ktの威力となっている。信管は触発および空中爆発が可能。

## ファットマン系列
ファットマン系列の核爆弾にはMark6の他に、Mark13やMark18がある。